# Das Kind der Großstadt
Das Kind der Großstadt (Дитя большого города / Ditja bolschowo goroda) ist ein Stummfilm (1914) des russischen Filmregisseurs Jewgeni Bauer.

## Handlung
Als Waise in bitterster Armut aufgewachsen, arbeitet Manetschka, eine junge Frau, als Näherin. Sie träumt von einem Leben in Luxus. Der gut situierte Wiktor sucht eine Frau, die unverdorben ist, anders als die „kultivierten“ Frauen um ihn herum. Als er mit seinem Freund Kramskoj durch die Straßen der Großstadt schlendert, entdeckt er Manetschka und lädt sie zum Essen in ein Restaurant ein.
Wiktor und Manetschka leben zusammen in Saus und Braus. Doch dann hat Wiktor kein Geld mehr. Er bittet Manetschka, künftig mit ihm in einer einfachen Wohnung zu leben. Doch davon will sie nichts wissen und wird Kramskojs Geliebte. Ein Jahr später – sein Herz gehört noch immer ihr – möchte er sie noch einmal sprechen. Doch Manetschka, die mit Gästen ausgelassen feiert, lässt ihn über Bedienstete mit 3 Rubeln abspeisen. Vor dem Eingang ihres Hauses schießt er sich in den Kopf. Die Feiergesellschaft zieht über seine Leiche hinweg ins nächste Lokal.

## Kritik
Cinema meinte, der Film sei eine „wiederentdeckte Filmperle für Fans“.